# 波比跳

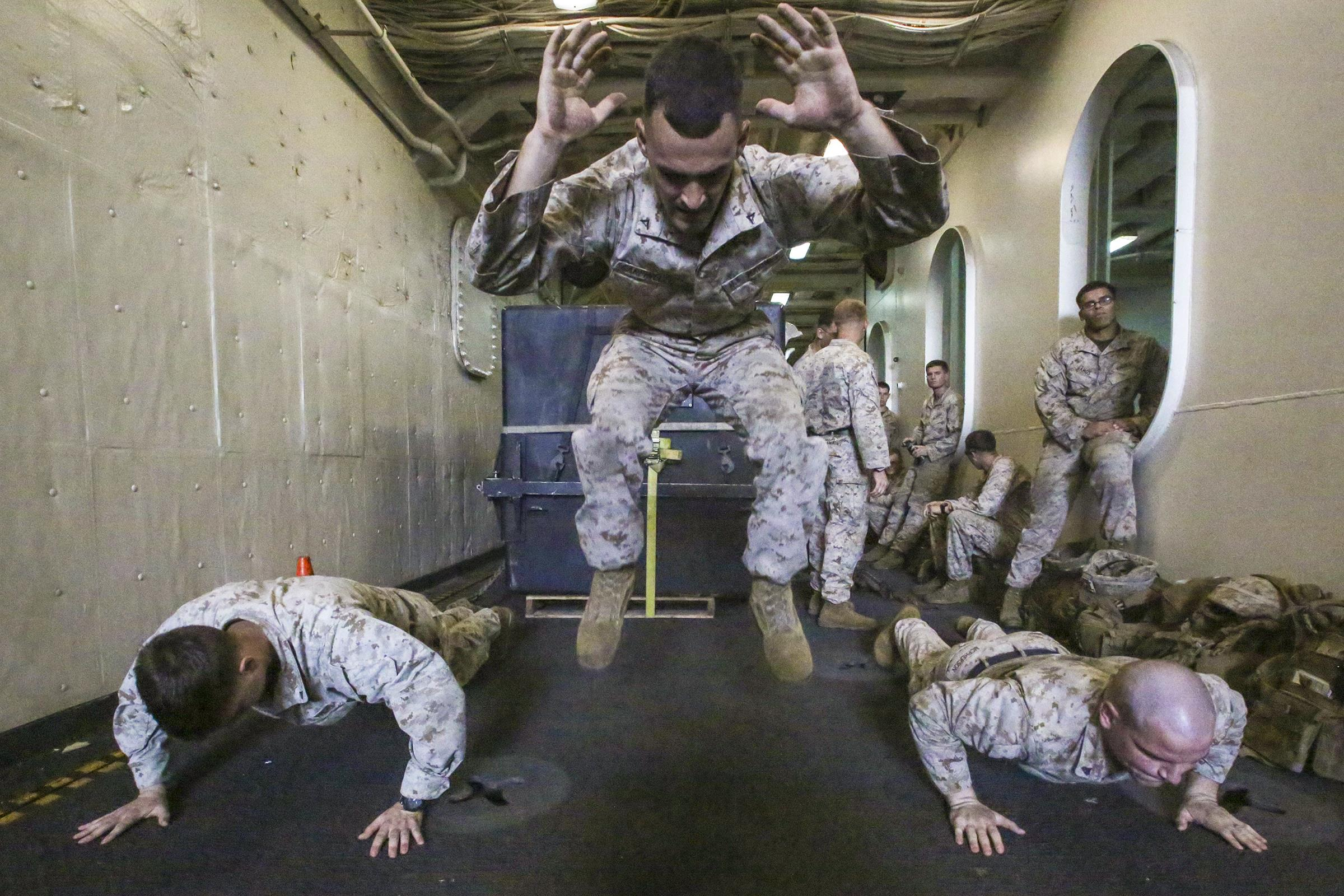
2016年，美國海軍陸戰隊員在聖安東尼奧號船塢平臺登陸艦上做波比跳

波比跳（英語：Burpee），又譯做剝皮跳，也叫立卧撑，是一種是用於力量訓練的全身運動，它結合深蹲、伏地以及跳躍動作，可鍛練全身達七成肌肉，包括核心肌肉、腳、腰、背、手及臀部等，同時也使用作为有氧运动的活動。

## 步驟
一般而言，是进行四个步骤，即所谓的「四動剝皮」（four-count burpee）：
- 第一動：始為站立姿勢，雙腳與肩同寬自然站立。
- 第二動：髖關節屈曲同時保持脊柱挺直，彎曲膝蓋盡可能深蹲。
- 第三動：蹲下後雙手撐在地面，與肩同寬。
- 第四動：雙腳向後用力蹬至高平板式姿勢，並收緊核心，完成一個伏地挺身的動作。
- 第五動：雙腳跳回深蹲時姿勢。
- 第六動：收小腹，運用大腿肌肉使身體向上跳起來，並回到站姿著地。

常見錯誤：
- 當已感到疲倦，例如在訓練中末期，此時做波比跳很可能打亂姿勢，使肩膀承受的衝擊與壓力更大。
- 做波比跳時無法保持核心用力，導致身體「軟掉」，容易傷到下背部。這種情況最常見於伏地挺身動作時。
- 著地時，如果用的是腳趾而非腳掌，膝蓋會承受很大的壓力，且完全沒有運用到臀肌力量。

## 源起
根据《牛津線上词典》，这個運動的名稱是來自於1930年代的美国生理学家羅亞爾·H·波比（Royal Huddleston Burpee），他研發了「波比測試」（burpee test）。他在1940年代，從哥倫比亞大學获得了应用生理學博士学位，當時他的論文是想要找到一種快速又簡單的方法來衡量健康程度。 這個方法開始流行，是因為美軍加入二次大戰時，美國募兵處用此法來衡量被招募者的健壯程度。這個動作是由一系列運動练习以快速连续的方式進行的，這個健身试验是用於快速测量灵活性、协调和强度。

## 世界记录
- 2013年6月21日，美國俄勒冈州波特兰的Lloyd Weema打破了波比跳的世界纪录：72小时內進行最多胸貼地波比跳，共9,480次。[3]
- 2014年5月17日下午4點，在美國南卡羅來納州的Greenwood，卡梅伦·多恩（Cameron Dorn）打破了兩項波比跳世界纪录：「12小时內進行最多波比跳，共5,657次」、以及「在24小时完成最多波比跳，共10,105次」的兩項紀錄。[4]
- 2018年7月22日，澳洲男子Charlie Gard打破了一小時做最多波比跳的世界紀錄，共851次。[5]
- 2022年8月1日，中國澳門男子楊晚亭IEONG MAN TENG打破了1分鐘做最多波比跳的世界紀錄，共33次。[6]